# Combate del Rincón
El Combate del Rincón fue un enfrentamiento ocurrido el 8 de mayo de 1812 entre una partida de Blandengues de la Frontera de Santa Fe, pertenecientes a las Provincias Unidas del Río de la Plata, y un grupo de corsarios realistas españoles desembarcados de un barco procedente de Montevideo. 
El combate se produjo en el sitio entonces conocido como El Rincón, al este de la Ciudad de Santa Fe, probablemente en la actual La Guardia, Provincia de Santa Fe, Argentina. Finalizó con el triunfo de las fuerzas patriotas.

## Antecedentes
Al producirse la Revolución de Mayo de 1810 los barcos que formaban parte del Apostadero Naval del Río de la Plata quedaron bajo control realista en Montevideo, lo que les permitía tener el control de los ríos de la Plata, Paraná y Uruguay. Para contrarrestar esa situación, la Junta de Buenos Aires creó una pequeña escuadrilla de 3 barcos al mando de Juan Bautista Azopardo y la envió a auxiliar a Manuel Belgrano en el Paraguay. La escuadrilla patriota fue destruida en el Combate de San Nicolás el 2 de marzo de 1811, permitiendo al virrey Francisco Javier de Elío decretar el corso fluvial el 23 de marzo de 1811. Los corsarios realistas realizaron saqueos y depredaciones en las costas de Santa Fe, Buenos Aires y Entre Ríos, chocando en diversos combates con milicias locales.
Una de las medidas tomada por la Junta contra los corsarios realistas fue el decreto del 3 de abril de 1812: 

Por tanto ordena y manda, que todo corsario que se aprenda haciendo el robo sobre nuestras cosas, sea tratado como pirata: que los individuos de las tripulaciones o de los buques apresados que se hallen á su bordo, y los que de las mismas, ó de las de cualquier otro barco armado, se encuentren robando en tierra, ó hayan saltado con armas al propio objeto, sin otra justificación que el hecho de ser aprendidos, sean fusilados dentro de dos horas perentorias, por la justicia, ó comandantes mas inmediatos del lugar de la aprensión.

## El combate
Tres barcos realistas ingresaron en los riachos adyacentes a la Ciudad de Santa Fe, siendo vigilados por el teniente gobernador Juan Antonio Pereyra. Uno de ellos solicitó permiso para desembarcar hombres en El Rincón para abastecerse de carne, pero con la idea de efectuar un saqueo. Fueron atacados por una partida de blandengues al mando del subteniente Juan Pablo Videla. Al huir de nuevo hacia el agua se ahogaron 10 de corsarios, mientras que de los otros 7, tres fueron fusilados cumpliendo la orden emitida por la Junta para reprimir a los corsarios. De acuerdo a lo expuesto en el parte de Pereyra, los realistas desembarcaron desarmados y escondieron armas en las cercanías para engañar y tomar por sorpresa a los lugareños, pero fueron sorprendidos por los blandengues, que no sufrieron ninguna baja.

Exmo. Sor.

De los tres buques Enemigos qe. di parte á V. E. en mi oficio del día y número anterior, solicitó uno de ellos el embicar á tierra en el Rincon ya con animo de saquear ó vien de abasteserse de Carne: efectivamte, pucieron en planta su fin depravado; pero me persuado qe. no lo verificaran segunda vez pr. ahora, según el desempeño de una Partida de 25, Blandengues al mando del Sub-tte. de la 1a. Compa. D. Juan Pablo Videla, y lo acontecido es como sigue.

Desembarcaron ayer á las 4 de la tarde en el citado paraje diez y siete hombs. al mando de un Capn. Portugues; y tanto este, como dos mas fenecieron fusilados: diez aogados; y cuatro pricioneros, los mismos qe han declarado donde ocultaron las armas, pero sin daño alg°. por ntra. parte.
Parte oficial